# Giga (tegneserie)
Giga var en serie tegneserier udgivet af forlaget Egmont Serieforlaget af forskellige tegnere og forfattere. Hæfterne indeholdte varierende historier med helte fra Marvels tegneserieunivers, ofte historier som af forskellige årsager ikke kunne udgives under de normale danske Marvel serier. 

## Udgivelser
Giga 1 udkom i Danmark i januar 2003 med Daredevil som hovedfigur.